# HATS-72
HATS-72あるいはWASP-191、TOI-294は、みずがめ座の方向におよそ413光年の距離にある恒星である。
見かけの等級は、12.469等とされる。HATS-72の周りには、少なくとも1つの太陽系外惑星が存在することがわかっている。

## 特徴
| 太陽 | HATS-72   |
| ---- | --------- |
| 太陽 | Exoplanet |

HATS-72は、K型矮星と考えられており、質量と半径はいずれも太陽の7割強と推定される。光球面の有効温度は4,700 K程度で、光度は太陽の約22%である。年齢は、およそ120億年と見積もられている。

## 惑星系
2020年、トランジット法の観測により、HATS-72の周りに惑星HATS-72bが発見された。
HATS-72bは、HAT-Southだけでなく、WASP、TESSによっても独立に検出されており、それぞれWASP-191b、TOI-294.01という名称になっている。
HATS-72bは、トランジットを観測したことで発見されたが、地上の大望遠鏡によって精密な視線速度測定も行われた結果、質量がかなり精度良く求められている。その質量は、木星の約8分の1という「スーパーネプチューン」で、半径は木星の7割程度、公転周期は7.33日と推定されている。
| 名称 （恒星に近い順） | 質量               | 軌道長半径 （天文単位） | 公転周期 (日)         | 軌道離心率 | 軌道傾斜角        | 半径               |
| --------------------- | ------------------ | ----------------------- | --------------------- | ---------- | ----------------- | ------------------ |
| b (Zembretta)         | 0.1254 ± 0.0039 MJ | 0.066517 ± 0.000085     | 7.3279474 ± 0.0000016 | < 0.013    | 89.560 +070 −050° | 0.7224 ± 0.0032 RJ |

## 名称
2022年、ジェイムズ・ウェッブ宇宙望遠鏡の優先観測目標候補となっている太陽系外惑星のうち、20の惑星とその親星を公募により命名する「太陽系外惑星命名キャンペーン2022（NameExoWorlds 2022）」において、HATS-72とHATS-72bは命名対象の惑星系の1つとなった。このキャンペーンは、国際天文学連合（IAU）が「持続可能な発展のための国際基礎科学年（IYBSSD2022）」の参加機関の一つであることから企画されたものである。2023年6月、IAUから最終結果が公表され、HATS-72はZembra、HATS-72bはZembrettaと命名された。Zembraは、チュニス湾に浮かぶ、野生動物や海鳥で知られる島、Zembrettaもチュニス湾の小島で、UNESCOの保護地域（“Iles Zembra et Zembretta Biosphere Reserve”）の一部となっている。